# جورج كافنديش
 جورج كافنديش  (بالإنجليزية: George Cavendish)‏ (1494 - 1562 تقريبًا) كاتب إنجليزي، اشتهر بوصفه كاتب سيرة الكاردينال توماس وولسي. قدمت سيرة توماس وولسي التي كتبها، تفصيلاً لصور الحياة في البلا طالملكي الإنجليزي في بداية القرن السادس عشر، والأحداث السياسية في عشرينيات ذلك القرن، وخاصة إجراءات طلاق الملك هنري الثامن ملك إنجلترا من زوجته الأولى كاثرين أراغون.
قبل عام 1522، دخل في خدمة الكاردينال وولسي، وظل في خدمته حتى وفاة وولسي في عام 1529، وقد دون تلك السيرة بين عامي 1554 و 1558، في شكلها النهائي.
تعرّف كافنديش على آن بولين عند بداية دخولها بلاط الملك هنري في عام 1522، وكان يصر على أنها بقيت عذراء حتى زواجها، على الرغم من الشائعات الكاثوليكية التي تروج عكس ذلك. ومع ذلك، على الرغم من أنه شاهد على عذريتها قبل زواجها، إلا أنه لم يغفر لها كراهيتها للكاردينال وولسي أو عداءها تجاه البابا.

## وصلات خارجية
- جورج كافنديش على موقع الموسوعة البريطانية (الإنجليزية)

- The Life and Death of Cardinal Wolsey.